# Mountainbike

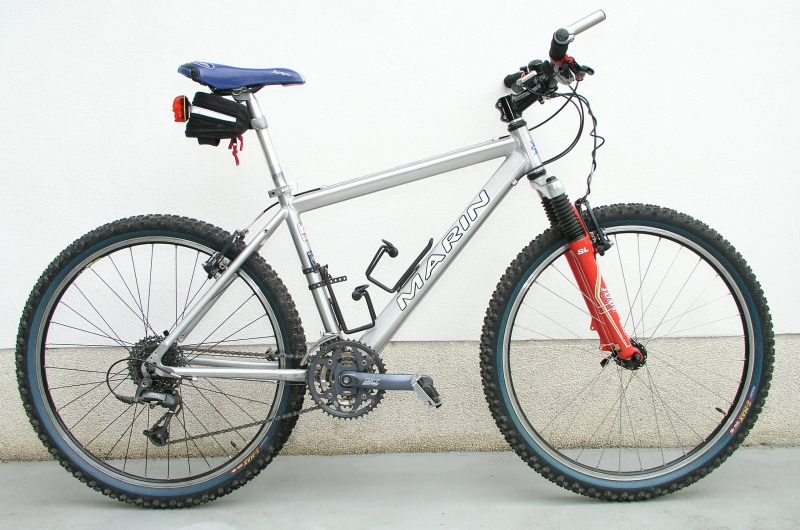
Mountainbike met voorvering

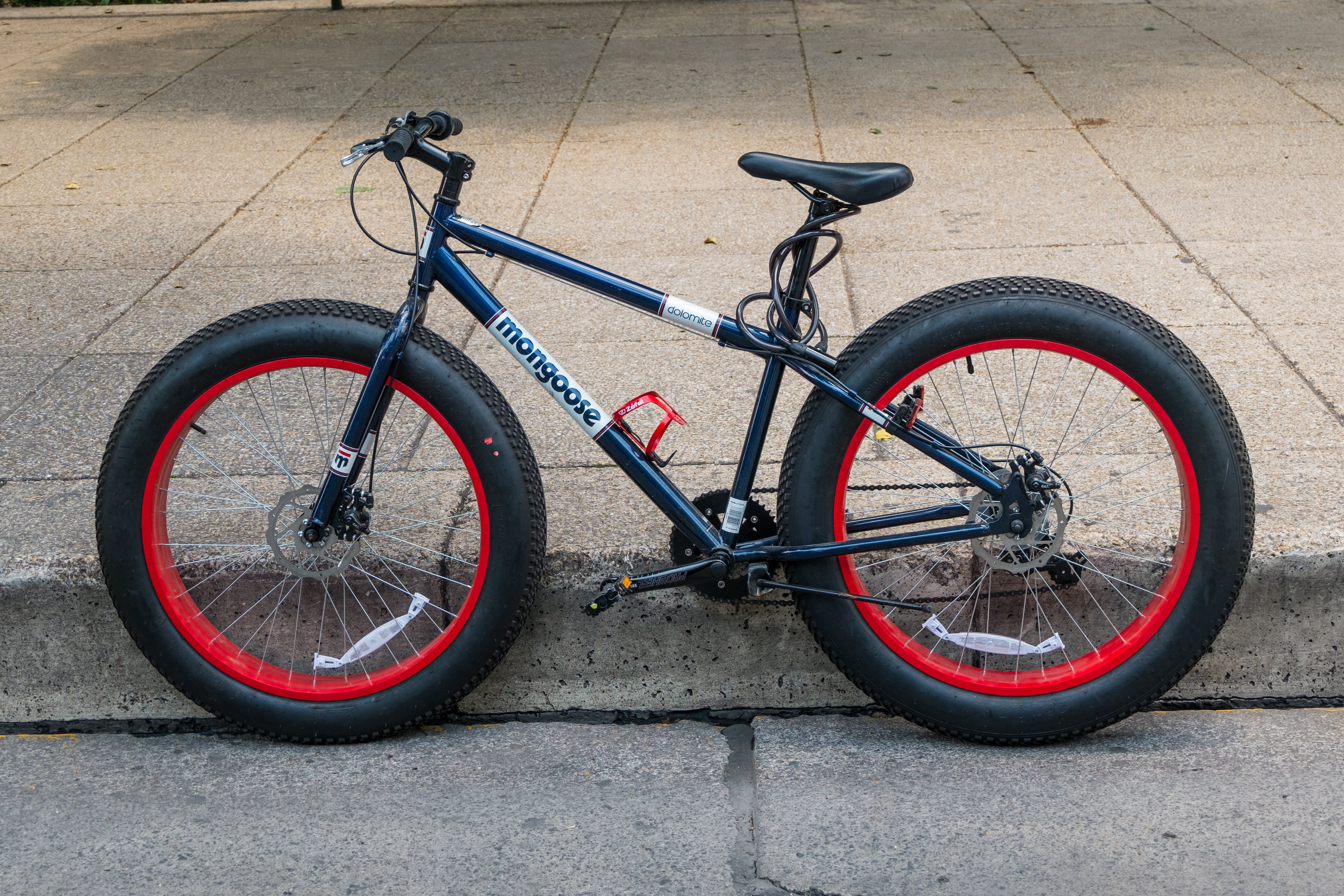
Fatbike, een mountainbike met heel brede banden

Een mountainbike of terreinfiets (letterlijk bergfiets), ook wel MTB of ATB (all-terrain bicycle, Nederlands: allterrainbike) genoemd, is een fiets gemaakt om offroad te rijden, op onverharde wegen of paden. Dit wordt mountainbiken genoemd.
Mountainbikes hebben dikke banden met profiel voor extra comfort en grip. Vering, zowel voor als achter, is sinds medio jaren negentig in gebruik en sinds enkele jaren voldoende uitontwikkeld. De fietsen hebben gewoonlijk velgen van 584 mm of 622 mm, voor kinderen en downhill bikes bestaan ook andere maten. De meeste mountainbikes hebben 20 (2×10), 22 (2×11), 27 (3×9) of 30 (3×10) versnellingen. Sinds 2012 zijn er ook systemen met één tandwiel vooraan en 11 of 12 tandwielen achteraan. In elk geval in de wedstrijdsport zijn die one-by-twelve-systemen het meest gebruikt.

## Geschiedenis
De mountainbikesport is ontstaan in Californië, in de jaren zestig en zeventig. Mountainbikes bestonden destijds nog niet, ze werden door de berijders zelf in elkaar gezet.
Het was pas in de late jaren zeventig en de vroege jaren tachtig dat fietsproducenten startten met de productie van mountainbikes met gebruik van lichtgewichtmaterialen. Joe Breeze vervaardigde in 1977–1978 succesvol een tiental mountainbikes. Gary Fisher en Tom Ritchey worden gezien als de eerste producent van de mountainbike in 1979. De modellen waren eigenlijk gewone wegfietsen met een breder frame en vork om bredere banden toe te laten. Ook waren sommige onderdelen rechtstreeks overgenomen van de BMX-fiets. De eerste massaal geproduceerde mountainbike werd geproduceerd door Specialized en had 18 versnellingen.
Tot medio jaren negentig van de vorige eeuw hadden mountainbikes een wegfietsstijl en -afmetingen. Omdat het mountainbiken populairder werd en er ook agressievere rijstijlen kwamen, kwamen er nieuwe modellen die sterker en beter waren en de passende afmetingen hadden om agressiever te kunnen rijden bijvoorbeeld over obstakels en hellingen. De nieuwste modellen hebben 9 tot 12 versnellingen. De mountainbike wordt vooral gebruikt op ruig, heuvelachtig of moeilijk berijdbaar terrein, zoals ook voor wedstrijden langs de kustlijn.
Voor extreem moeilijk terrein hebben mountainbikes zowel vering van voor- als van het achterwiel. Maar zelfs in de wedstrijden worden nog steeds veel mountainbikes met alleen voorvering gebruikt. In de pionierjaren hadden de mountainbikes een stijf (ongeveerd) frame en geen voorvering. In het midden van de jaren negentig kregen mountainbikes voorvering. Dit ontlastte de armen van de fietser. De eerste hadden een veerweg van slechts 38-50 mm. De vroege veringen waren zwaar en bewogen op en neer terwijl de fietser trapte. Dit nam veel energie weg, vooral tijdens steile hellingen. Om dit te verhelpen werd vering ontworpen waarbij de hoeveelheid vering kan worden geregeld. Veel rijders schakelen de achtervering uit als ze hard fietsen of een steile helling beklimmen. Inmiddels hebben voorvorken minstens 100 mm veerweg. Het lijkt erop dat de veerweg verder zal toenemen, naar 120 en zelfs 150 mm. De agressievere fietsen voor downhill en freeride hebben 200-230 mm veerweg. Veel rijders verkiezen toch een hardtailframe (dat wil zeggen alleen voorvering).

## Ontwerpen
Mountainbikes kunnen in vier categorieën onderverdeeld worden:
1. Rigid – geen vering
2. Hardtail – voorvering in de vork, geen achtervering
3. Softtail – voorvering in de vork, achtervering die werkt door buiging van de liggende achtervorken, maar ook wel voor fietsen met vering voor en achter.
4. Dual, Full suspension ook wel fully genoemd – voorvering in de vork, achtervering/vering die werkt door het laten scharnieren van de liggende achtervorken om bussen/glijlagers of kogellagers.

## Onderdelen en materialen

### Banden
Voorheen hadden de meeste mountainbikes ETRTO 559 mm velgen, toch hebben sommige modellen 507 mm-wielen. Inmiddels is de 559 mm-maat ingehaald door 584 en 622 mm als meest gebruikte wielmaat. Uit marketingoverwegingen en vanwege de dikke banden wordt de ETRTO-maat 622 29 inch genoemd (meestal komen 622 en 630 overeen met 28 inch) en 584 mm wordt (hoe onlogisch ook) om dezelfde reden 27,5 inch genoemd (meestal komt 584 mm overeen met 26 inch). Volgens de standaard maatvoering (bepaald door de European Tyre and Rim Technical Organisation is dit 622 resp 584 mm. 622 mm is dezelfde velgdiameter als de meeste racefietsen en hybride fietsen. 27,5 inch is gelijk aan de oude Franse maat 650B = ETRTO 584 mm.
De banden komen in een variëteit van wijdte, van de standaardvorm 559 mm × 48 mm tot 53 mm (26 inch × 1,9 inch tot 2,1 inch), tot 60 mm en 76 mm (2,35 inch en 3 inch) populair bij de freerides en de downhills. Producenten maken een heel gamma van profielen om aan de uiteenlopende wensen te kunnen voldoen. Tussen de types zijn: gladde straatbanden, straatbanden met licht profiel, banden met lage of hoge noppen en sneeuwbanden. Normaal gesproken wordt in een buitenband een binnenband gebruikt. Banden waarbij (net als bij autobanden) geen binnenband meer nodig is, de zogenaamde tubeless banden, worden echter steeds populairder. Deze banden hebben het voordeel dat er meer grip is, omdat er met een lagere spanning gereden kan worden zonder de kans op lekrijden (door snake-bites) te verhogen. Nadeel is op dit moment nog het (iets) hogere gewicht, en de hogere prijs van zowel wielen (speciale velg nodig) als banden. In toenemende mate wordt er bij tubeless banden een vloeistof op basis van latex via het ventiel in de band gespoten, die bij het ontstaan van een lek het gaatje onmiddellijk dicht en kan meteen verder worden gereden.

### Frame
Voor een juiste werking, betrouwbaarheid en veiligheid is de keuze van het materiaal heel belangrijk. Een aluminium frame is licht, corrosiebestendig en gemakkelijk te bewerken. Stalen frames zijn in de regel zwaar en minder stijf dan aluminium, maar vanwege de grotere elasticiteitsmodulus is het met staal mogelijk een comfortabeler frame te maken dan met aluminium. Titanium frames zijn in de regel stijver dan stalen frames, en even comfortabel. Vaak worden titanium frames op maat gemaakt door zogenoemde boutiquemerken. Het grootste nadeel van titanium is de prijs. Aluminium is verreweg het meest gebruikte materiaal voor mountainbikes. Het is goedkoper dan staal en titanium, makkelijk te bewerken en met aluminium is het mogelijk vrij lichte frames te bouwen. Koolstofvezels, gelijmd met epoxyhars, beter bekend als carbon, wordt tegenwoordig gebruikt om erg lichte en stijve frames te maken voor de duurste mountainbikes. De grootste twee nadelen zijn de prijs en het onvermogen om puntbelastingen op te vangen, waardoor een carbon frame bij een val eerder dusdanig wordt beschadigd dat het onverantwoord is om ermee verder te rijden. In de wedstrijdsport weegt de winst door het veel lagere gewicht op tegen dit risico.

### Vering
Het gebruik van vering is bevorderlijk voor:
- comfort van de rijder, wat de prestaties gunstig kan beïnvloeden doordat de fietser minder vermoeid raakt
- bescherming van het materiaal, in het bijzonder minder lekke banden
- bodemcontact van de banden, waardoor het sturen en remmen effectiever kan verlopen

Echter zijn negatieve punten van vering en demping:
- rendementsverlies: de demping verbruikt energie. Dit wordt tegenwoordig opgelost met een vergrendeling op de voorvering, die daardoor wordt uitgeschakeld.
- beïnvloeding van de rijeigenschappen: het meegeven van de vering maakt sturen en springen moeilijker voorspelbaar
- onderhoud: er kruipt vuil tussen de bewegende delen, waardoor de vering stroef gaat werken of olie of lucht verliest
- gewicht
- prijs
- variabele hoogte, waardoor het kettingblad gemakkelijker een obstakel raakt

Crosscountrymountainbiken vraagt om een luchtgeveerde voorvork, terwijl een downhillfiets een stalen vering en uitgebreide oliedemper gemonteerd zal hebben op zowel de voor- als achterkant.

### Remmen
Goed onderhouden en goed afgestelde remmen hebben een geweldige remcapaciteit. De bediening verloopt via een kabel of – meestal – hydraulisch.
Hydraulische remmen bieden de beste doseerbaarheid, zij reageren snel en progressief, wat belangrijk is voor nauwkeurig remmen op een technisch parcours. Hydraulische remmen worden inmiddels ook gemonteerd in de goedkopere mountainbikes. Waar nauwkeurig doseren minder belangrijk is of een lagere prijs of bij fietsen die voor reizen in primitieve landen worden gebruikt, zijn kabelremmen voldoende.
De schijfrem heeft de velgrem vrijwel verdrongen. De velgrem – in de vorm van de "V-brake" – is licht, goedkoop, eenvoudig en betrouwbaar, maar heeft minder remkracht en doseerbaarheid dan de schijfrem. Onderdelen voor een schijfremsysteem (ook de wielnaven) daarentegen zijn zwaarder en duurder in aankoop en onderhoud. Ander nadeel van de schijfrem is dat de slijtage van de remblokjes moeilijk is te controleren en dat de afstelling gevoelig is. Afstelling is dikwijls noodzakelijk na het hermonteren van een wiel. Een slag in het wiel door bijvoorbeeld een gebroken spaak veroorzaakt wrijving op de velgrem, een slag in de remschijf door contact met een steen of andere oorzaak maakt verder rijden onmogelijk.
In extreem zware modderomstandigheden kan een velgrem rendementsverlies veroorzaken omdat dikke brokken zich ophopen op de onderdelen die dicht bij de banden gemonteerd staan. Schijfremmen zijn alleen gevoelig voor vloeibare modder die de werking van de zuigers kan benadelen.

### Versnellingen
Voor berijden van moeilijk terrein zijn versnellingen gewenst. Deze regelen de verhouding tussen een pedaalomwenteling en de afgelegde weg en bepalen zo de kracht die nodig is om vooruit te komen. Mogelijke versnellingssystemen zijn een derailleur of een naafversnelling.
De bediening geschiedt door middel van shifters. De gripshifters, die een draaigreep kennen voor het schakelen, zijn volgens velen het meest geschikt voor mountainbikes omdat het schakelen niet negatief wordt beïnvloed ten opzichte van triggers – schakelen door met duim of wijsvinger te drukken – en vanwege de simpele bediening kan de biker zijn volledige aandacht bij het rijden zelf houden. Toch wordt er veelal gebruikgemaakt van triggers die bediend worden met duim en wijsvinger. Dit in verband met het ongewenst schakelen van de gripshift tijdens klimmen en/of afdalingen doordat er aan het stuur wordt getrokken. De ketting en tandwielen zorgen voor de mechanische overbrenging. Voor de veiligheid en tegen vuil en roest is het verstandig deze onderdelen te beschermen met een goed smeermiddel.
De zogenaamde "gearbox" is in gebruik geraakt bij vooral downhill- en freeridemodellen. Enkele merken hebben een eigen gearbox gemaakt, waarvan de meeste verwerkt zitten in het midden van het frame. Dankzij een gearbox komt er nagenoeg geen vuil bij de bewegende delen van de versnelling. Daarnaast wordt een versnellingsnaaf van de Duitse fabrikant Rohloff met 14 versnellingen in het achterwiel in toenemende mate gebruikt, met name door recreatieve rijders. De Rohloffnaaf vervangt zowel de voor als achterderailleur en de meervoudige tandwielen. Door de keuze van de versnellingsverhoudingen in de naaf is het bereik vergelijkbaar met dat van een kettingversnellingssysteem met voor 2 of 3 en achter 10 = totaal 20 of 30 versnellingen. Ook zijn er enkele merken die reductiesystemen maken, die in de plaats komen van trapascrankstel en voorderailleur.
Sinds de introductie in 2012 door SRAM van het one-by-elevensysteem zijn vooral wedstrijdrijders in groten getale hiertoe overgegaan. Daarbij vervalt de voorderailleur en komt er achteraan een extra groot tandwiel bij. Aanvankelijk met 42 tanden, maar inmiddels zijn er al cassettes met 11 of 12 tandwielen tot 45 en zelfs 51 tanden. De tanden van het ene kettingblad vooraan (met uitsluitend een even aantal tanden) hebben een speciaal profiel (narrow-wide genoemd) dat ervoor zorgt dat de ketting er ook bij een schuine stand niet afvalt. Hieraan wordt ook bijgedragen doordat de nieuwe achterderailleurs met een hogere veerspanning werken. Dit systeem heeft naast de eenvoud het voordeel van meer vrijheid in de constructie van het frame en de achterwielophanging. Blokkades door modder en defecten aan de voorderailleur spelen geen rol meer in het wedstrijdverloop.

## Rijtechnieken
Voor het berijden van moeilijk begaanbaar terrein is het nodig om enkele technieken onder de knie te hebben. Deze worden uitgevoerd door een bepaalde krachteninteractie met de gebruiker. Sommige basistechnieken zijn makkelijk te leren. Bij het klimmen en dalen is een verplaatsing van het lichaam respectievelijk naar voren of achter nodig. Technieken als de wheelie (alleen op je achterwiel rijden), stoppie (hetzelfde op je voorwiel), surplace of trackstand (stilstaan zonder voet aan de grond) en de fronthop (met je voorwiel "hinkelen") vergen enige oefening. Voor het uitvoeren van de zogenaamde bunnyhop (ergens overheen springen, haasje-over), drop-in (bij hoogteverschil het terrein volgen), en drop-off (hoogteverschil afspringen) is ook oefening vereist.